# Noyelles-sur-meri kínai temető
A noyelles-sur-meri kínai temetőben olyan kínaiak nyugszanak, akik az első világháborúban, a britek munkásalakulataiban vesztették életüket Franciaországban.

## Története

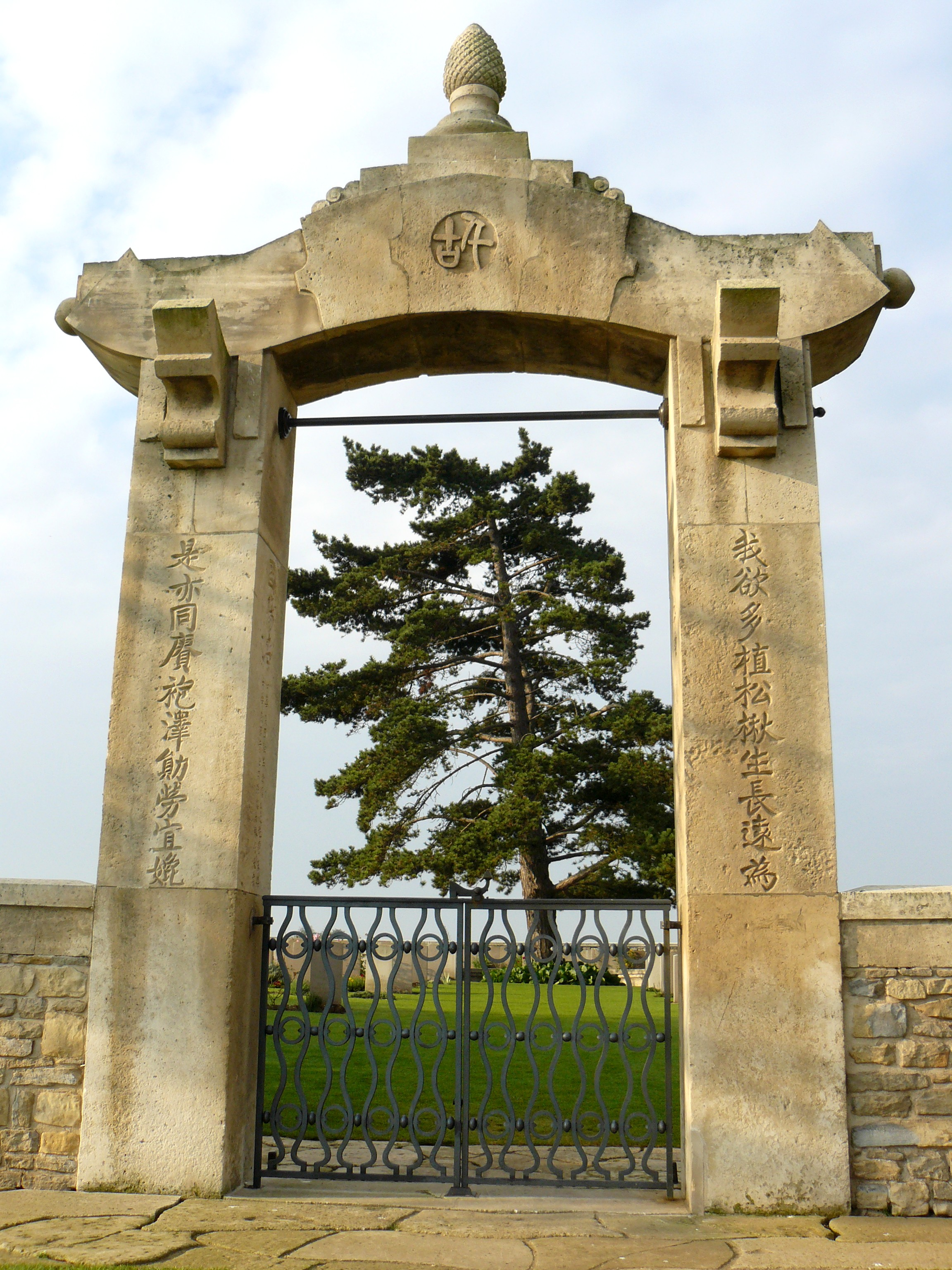
A kínai kapu

Noyelles-sur-Mer a Franciaországban tevékenykedő kínai munkásalakulatok központja volt, ahol a legnagyobb (3. számú) kínai kórház működött. A temetőt a brit birodalmi hadisírgondozó bizottság (Imperial War Graves Commission) építtette, és ma utódja, a Commonwealth War Graves Commission felügyeli. A sírkertben 841 embert temettek el, többségük spanyolnáthában hunyt el. A sírkertet Edwin Lutyens tervezte, és 1921-ben adták át. Ez a temető a legnagyobb kínai sírkert Európában.
A temetőbe vezető kínai kapura, amelyhez hasonló a Hongkongi kínai háborús emlékmű, a londoni kínai nagykövet választott feliratot, amely durva fordításban a következő: Ez a hely arra az áldozatra emlékeztet, amelyet az 1914-1918-as háborúban életét vesztő 1900 kínai munkás hozott; ők a barátaim és munkatársaim, érdemük egyedülálló. A sírkövek feliratait a halottak egykori társaik vésték fel.
2023 óta az első világháború temetői és emlékhelyei részeként a világörökséghez tartozik.
A temetőben felállítottak egy emlékművet is, amely azon 39 kínai előtt tiszteleg, aki a tengeren vagy a szárazföldön halt meg, és ismeretlen helyen nyugszik. Más helyeken is nyugszanak Európában elhunyt kínai munkások, például az Ayette-i első világháborús temetőben. Magyar vonatkozású érdekesség, hogy a sírkert melletti utat Violette Szabóról nevezték el, aki Franciaország nácik által megszállt területein kémkedett a briteknek.

## Történelmi háttér
1916 októberében a brit kormány felvette a kapcsolatot a semleges Kínával a kínai munkáshadtest (Chinese Lobour Corps) megalapítása érdekében, a megállapodás október 30-án született meg. Az alakulat tagjai fegyver nélküli szolgálatot láttak el brit katonai felügyelet mellett. Az önkénteseket, általában nincstelen földművelőket, a relatíve magas fizetés és a kilátásba helyezett egyéb előnyök csábították az európai frontra. Első csoportjuk 1917. áprilisban, Kanadán keresztül érkezett a csatatérre. Az év végén már 54 ezer kínai dolgozott a nemzetközösségi erők oldalán Franciaországban és Belgiumban. A háború végéig megkétszereződött a számuk. Csaknem 2000-en vesztették életüket.